# La Fabrique à bébés

La Fabrique à bébés (Motherland, Bayang ina mo) est un film documentaire américano-philippin de Ramona S. Diaz réalisé en 2017.

## Synopsis

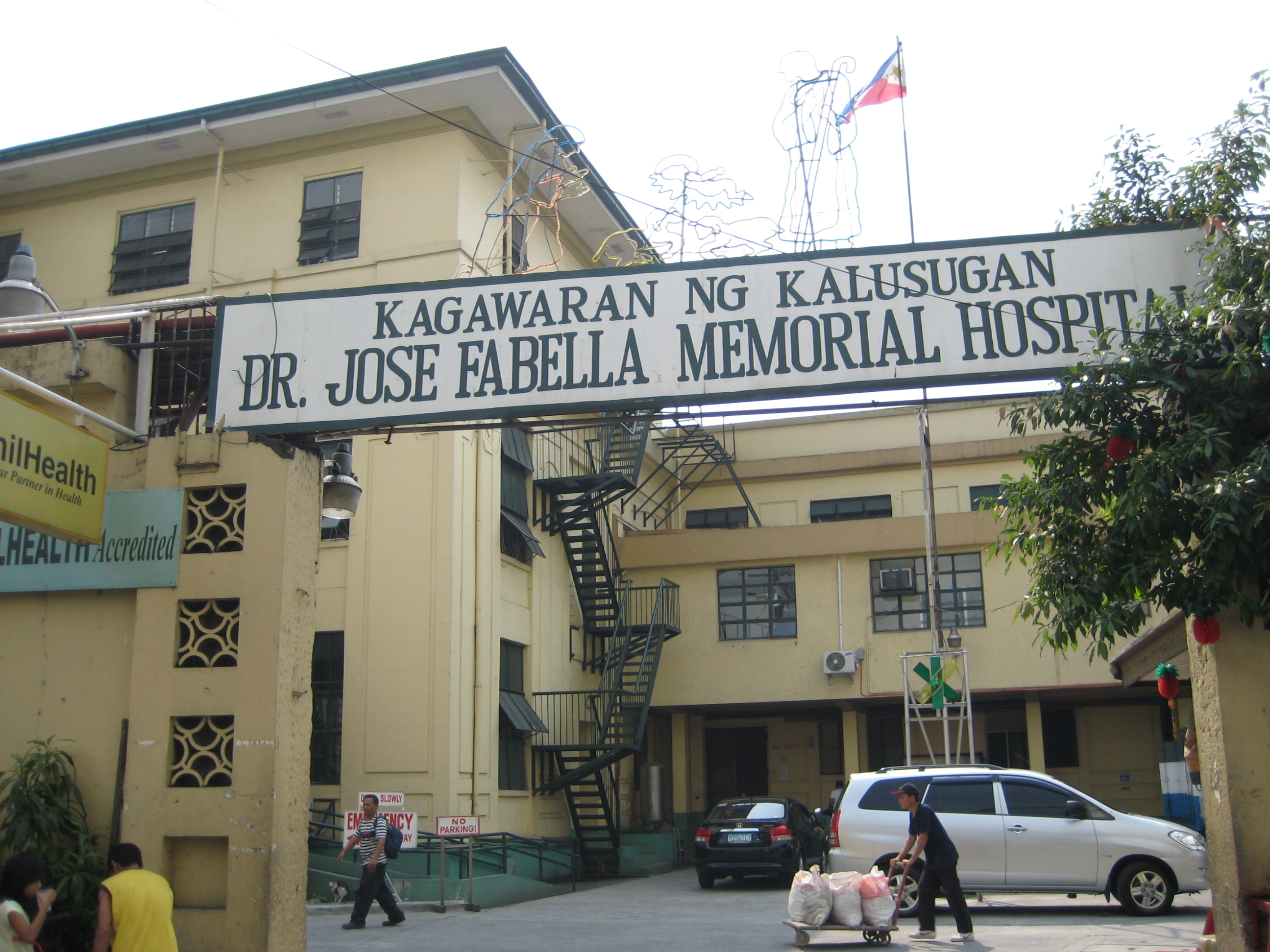
La façade de l’hôpital de Fabella à Manille

Chaque jour, une soixantaine d’enfants naissent à la maternité de l’hôpital de Fabella à Manille, la plus grande des Philippines. La réalisatrice Ramona S. Diaz s’intéresse au quotidien des femmes et des soignants en abordant en creux les questions de la santé reproductive, de la mortalité infantile et de la contraception quasiment inexistante dans le pays,,. 

## Fiche technique
- Réalisation : Ramona S. Diaz
- Scénario : Ramona S. Diaz
- Image : Nadia Hallgren, Clarissa De Los Reyes
- Son : Mark Laccay, Wayne Bell
- Montage : Leah Marino
- Production : Ramona S. Diaz, Rey Cuerdo
- Production / Diffusion : CineDiaz, Kidlat Entertainment, POV, ITVS - Independent Television Service
- Organisme détenteur ou dépositaire : Dogwoof
- Durée : 94 min.

En France, La Fabrique à bébés est diffusé pour la première fois le 25 septembre 2018 à 22 h 20 sur la chaine Arte. 

## Distinctions

### Prix
- 2017 : Prix pionnier du cinéma documentaire de l’Los Angeles Asian Pacific Film Festival[4].
- 2017 : Special Jury Award for Commanding Vision du festival du film de Sundance[5].

### Sélections
- 2017 : Berlinale[6]
- 2017 : Festival du film de Sundance[7]